# Долна Топчия
Долна Топчия е поддържан резерват Югоизточна България. Създаден е със заповед на Министерство на земеделието и горите от 1960 г. с цел опазване на естественото находище на колхидски фазан. Това е единственото находище на този вид фазан в България и едва второто такова на Балканския полуостров.

## География
Резерват Долна Топчия се намира непосредствено до град Елхово на брега на река Тунджа, като обхваща и землището на близкото село Трънково. В течение на времето площта на резервата е променяна няколко пъти, като към април 2014 г. тя е 467,47 хектара. През резервата минава екопътека с дължина 1840 метра.

### Флора
Голяма част от територията на резервата е заета от вековни лонгозни гори, предимно ясенови масиви. Срещат се редица защитени растителни видове, като включените в Червената книга на България стрибърниева ведрица, битински синчец и елвезиево кокиче.
- Шипка
- Понтийска ведрица
- Елвезиеви кокичета
- Жълт минзухар
- Висока скрипка
- Гръцки гърбач
- Обикновен дъб
- Блатно кокиче

### Фауна
Към резервата е изградена фазанария, която се грижи за опазване популацията на колхидския фазан. Годишно фазанарията произвежда около 15 000 фазанчета, които се освобождават в България и други европейски страни.
В поддържан резерват Долна Топчия гнезди и най-голямата колония чапли във вътрешността на България. Установени са три вида чапли – сива, нощна и малка бяла. В резервата е изградена вишка, която позволява наблюдението на птици в естествената им среда.